# Meedo yeni
Meedo yeni is een spinnensoort uit de familie Gallieniellidae. De soort komt voor in West-Australië, Zuid-Australië en Victoria.